# Xenia Gratsos
 (mars 2019).
Si vous disposez d'ouvrages ou d'articles de référence ou si vous connaissez des sites web de qualité traitant du thème abordé ici, merci de compléter l'article en donnant les références utiles à sa vérifiabilité et en les liant à la section « Notes et références ».
Xenia Gratsos (née le 12 février 1940 à Athènes et morte le 8 août 2018 aux États-Unis), souvent créditée sous le nom de Brioni Farrell, est une actrice grecque ayant fait la plupart de sa carrière aux États-Unis.

## Biographie
Xenia Gratnos naît le 12 février 1940 à Athènes. Elle est mariée avec l'acteur américain Eugene Robert Glazer.

## Filmographie

### Cinéma
- 1995 : Project: Metalbeast : Docteur Barnes
- 1992 : Round Trip to Heaven : Mélanie
- 1985 : Appointment with Fear : Mme Sorenson
- 1983 : My Tutor (en) : Mme Fontana
- 1974 : Partizani : Anna Kleitz

### Télévision
- 1999 : La Femme Nikita : Renée (1 épisode)
- 1991 : Dallas : Alice Ann (1 épisode)
- 1989 : Street Legal (en) : Eileen Gray (1 épisode)
- 1987 : Hoover vs. the Kennedys: The Second Civil War : Judith Campbell Exner
- 1987 : Histoires de l'autre monde : Amanda Caine (1 épisode)
- 1985 : Le voyageur : Darlène (1 épisode)
- 1985 : Brigade de nuit : Margaret Davis (1 épisode)
- 1982 : Capitol : Lila
- 1982 : Devil Connection : Angélique
- 1982 : A New Day in Eden
- 1980 : L'Île fantastique : Cleopatre (1 épisode)
- 1979 : The Duke
- 1979 : The Next Step Beyond : Cathy LeMasters
- 1978 : Keefer : Beaujolais
- 1977 : Hôpital central : Martha Taylor
- 1975 : Columbo : Immunité diplomatique : Zena
- 1973 : Search : Zuhra Sinjar
- 1967 : Star Trek : Le Retour des Archons : Tula
- 1966 : Les Mystères de l'Ouest : La Nuit de l'Ordre nouveau : Voulee